# تشارلي هنري
تشارلي هنري (بالإنجليزية: Charlie Henry)‏ (26 سبتمبر 1986 في المملكة المتحدة - ) هو لاعب كرة قدم بريطاني في مركز الوسط. شارك مع منتخب إنجلترا لكرة القدم C ‏. أما مع النوادي، فقد لعب مع تيم ويلينغتون وماكليسفيلد تاون ونادي لوتون تاون وويكمب وندررز ونيوبورت كونتي وتيلفورد يونايتد وهافانت أند ووترلوفيل ونادي تشيلمسفورد ونادي كامبريدج ستي وDorchester Town F.C. ‏ وArlesey Town F.C. ‏ ونادي ألدرشوت تاون وDunstable Town F.C. ‏ وHaverhill Rovers F.C. ‏ وغرايز أتلاتيك ‏ ونادي وايتهوك.

## وصلات خارجية
- تشارلي هنري على موقع قاعدة بيانات كرة القدم.إي يو (الإنجليزية)
- تشارلي هنري على موقع Soccerbase.com (لاعب) (الإنجليزية)